# Ruawai
Ruawai  est une petite localité située à 30 km au sud de Dargaville dans la région du Northland de l’Île du Nord de la Nouvelle-Zélande.

## Population
La population était de 426 habitants lors du recensement de 2006, en diminution de 30 personnes par rapport à celui de 2001.

## Toponymie
Le nom littéralement transcrit du langage Maori signifie 'deux eaux' ('two waters) faisant référence au fleuve  Wairoa toute proche et le mouillage de Kaipara Harbour (en).

## Activité économique
Le centre-ville servait initialement pour les besoins des fermes du secteur, qui consistent essentiellement en des élevages de bétail et des cultures de patates douces ou sweet potato ou kumara) poussant dans les champs et la ville se déclarait elle-même comme la capitale des Kumaras dans le monde entier.

## Personnalités notables
Lockwood Smith (en), homme politique

## Éducation
- Le «collège de Ruawai» est une école secondaire allant de l’année 7 à 13 avec un effectif de 171 élèves[3].

La Ruawai District High School” fut fondée en 1929.
En décembre 1995, le «Ruawai College» installa une liaison de 128 kbit/s DDS, qui délivre des services internet et offre un compte d’accès internet avec affichage du service IGRIN  (IGRIN a depuis été racheté par Orcon).
L’arrangement permet la fourniture d’internet à la communauté rurale, où le plus proche 'dialup internet' services était une barrière de péage, aussi bien que pour donner à l’école une liaison internet à bas prix.
A cette époque, seul un nombre limité d’école au niveau national avait un service internet étendu sur tout le campus.
- L’école  nommée: «Ruawai School» est une école contribuant au primaire et allant de l’année 1 à 6 avec un effectif de 128 élèves[5].

Les 2 écoles sont mixtes.
Le collège a un taux de décile de 4 et le primaire avec un décile de 3.